# Тарнава (Україна)
Тарна́ва — село в Україні, у Монастирищенській міській громаді Уманського району Черкаської області. Розташоване на правому березі річки Терлиця (притока Сороки) за 15 км на південний захід від міста Монастирище. Населення становить 326 осіб.

## Галерея

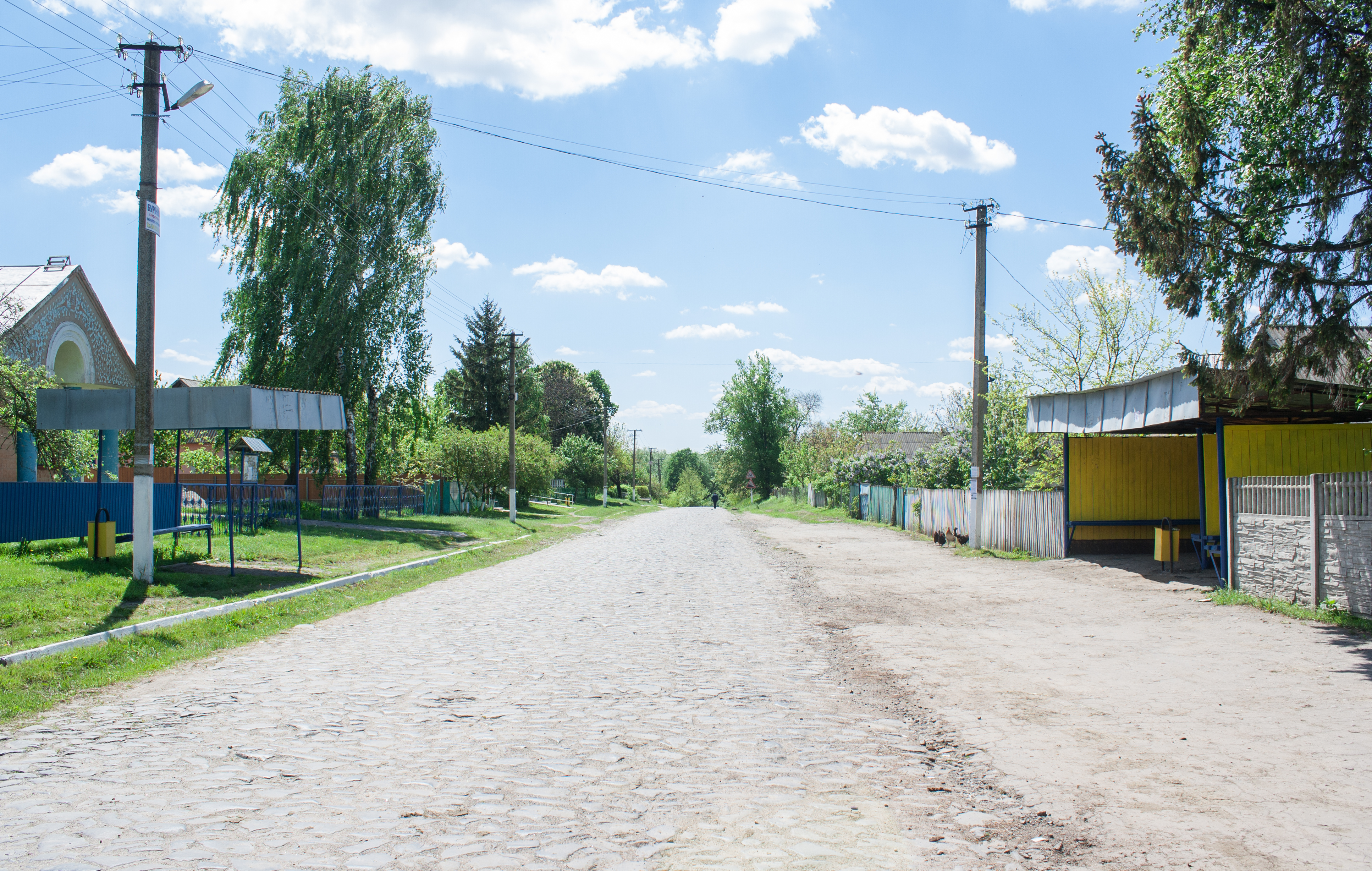
Вулиця Центральна
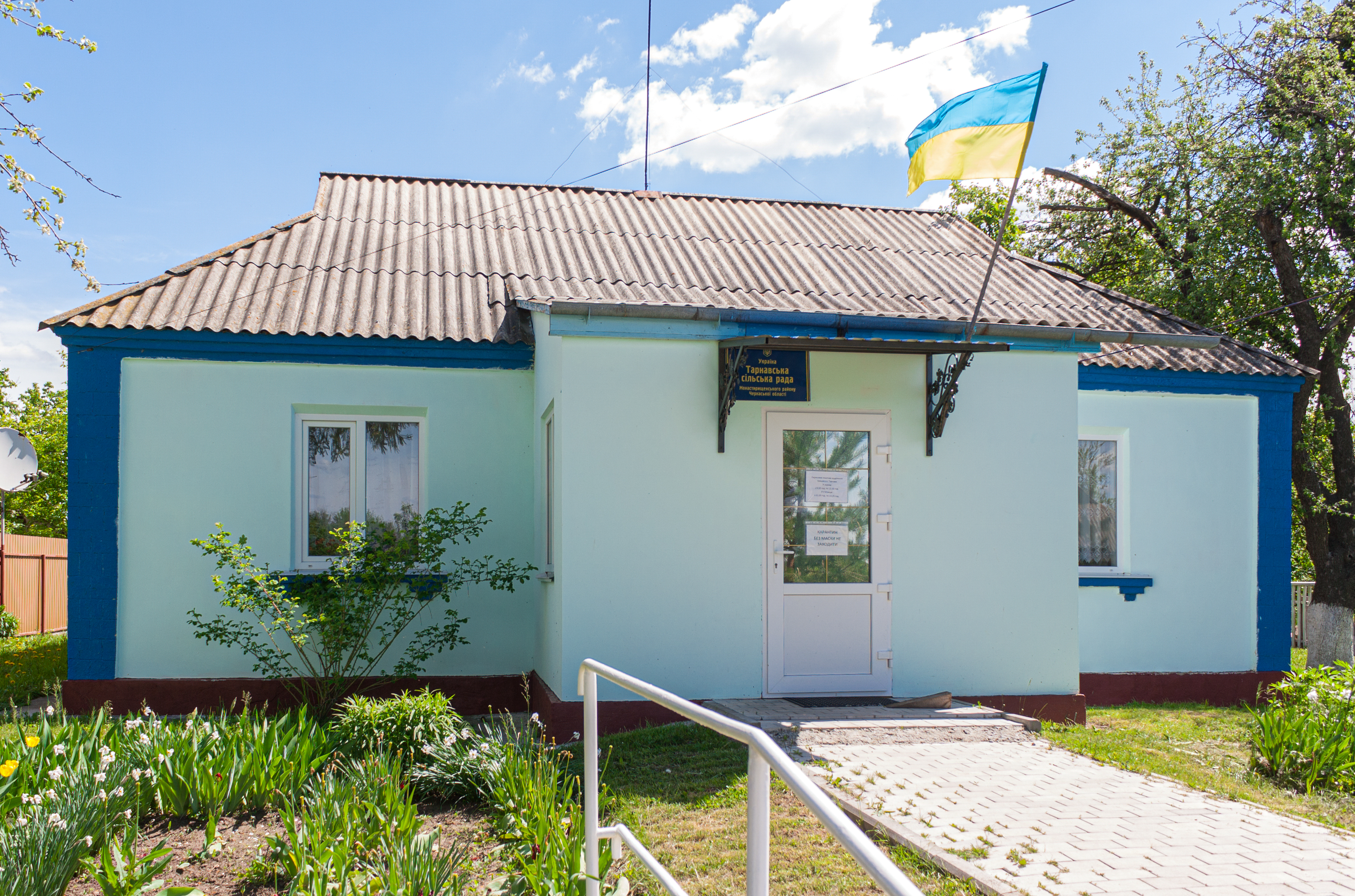
Сільська рада
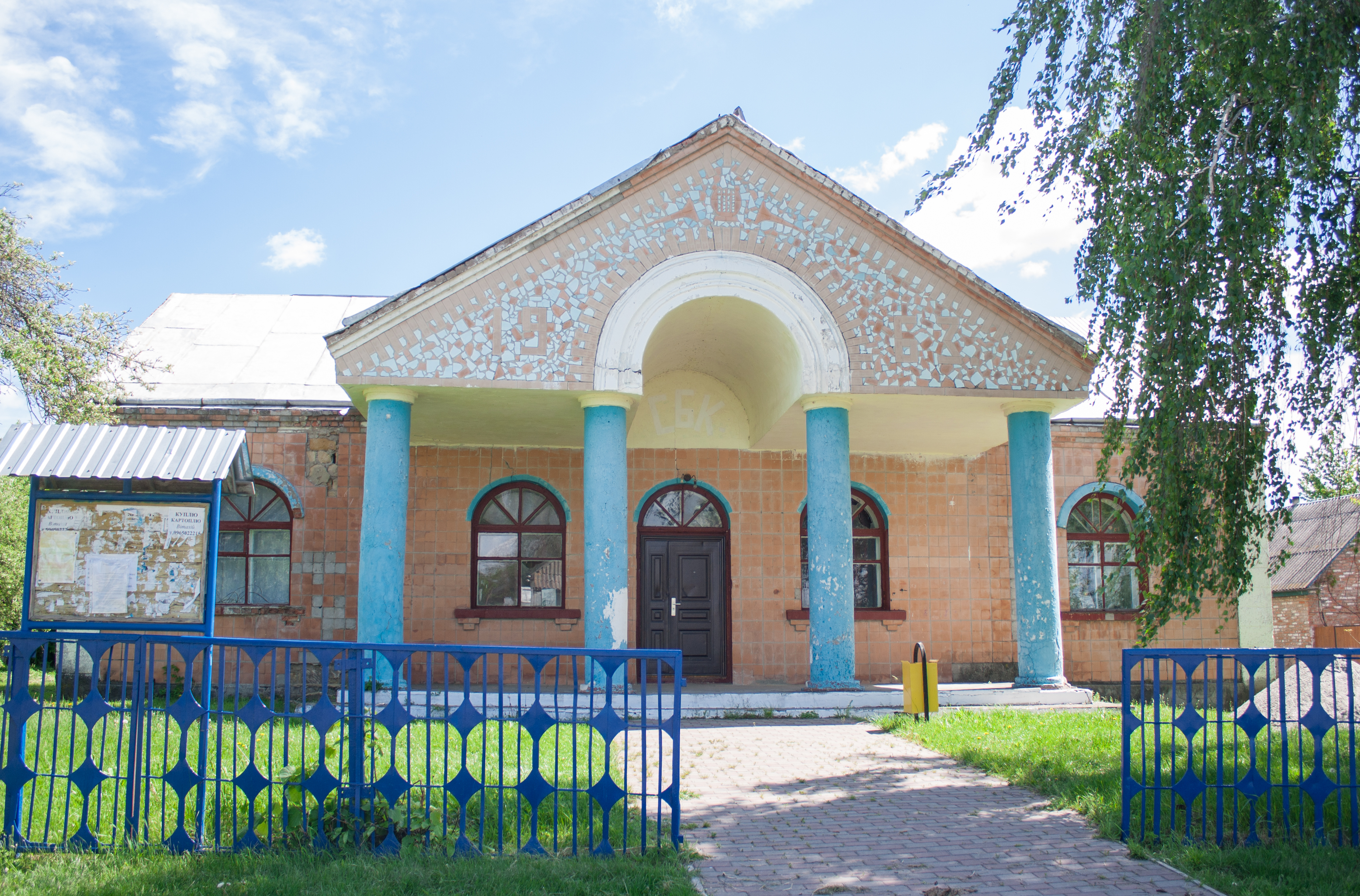
Будинок культури
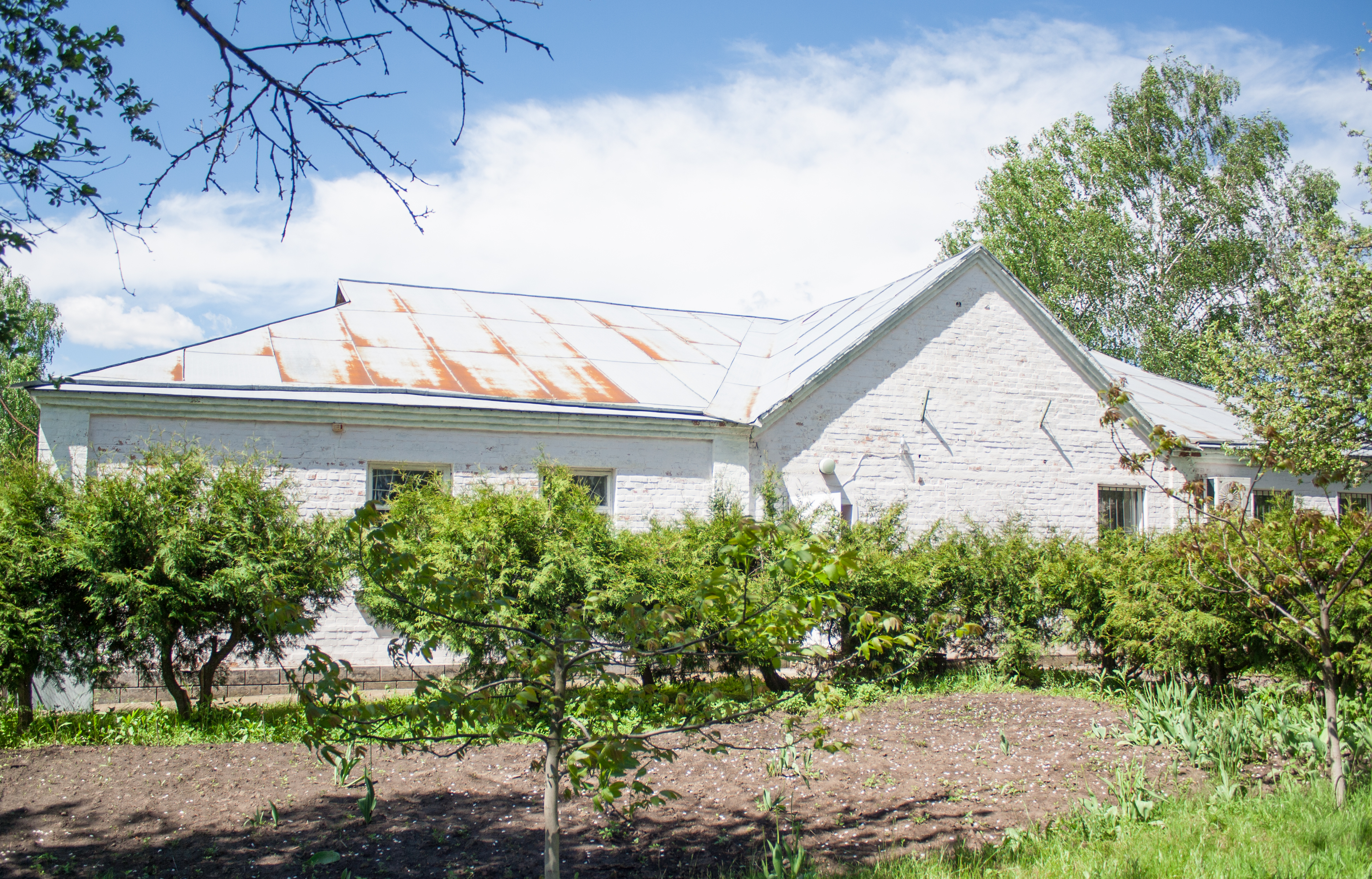
Магазин
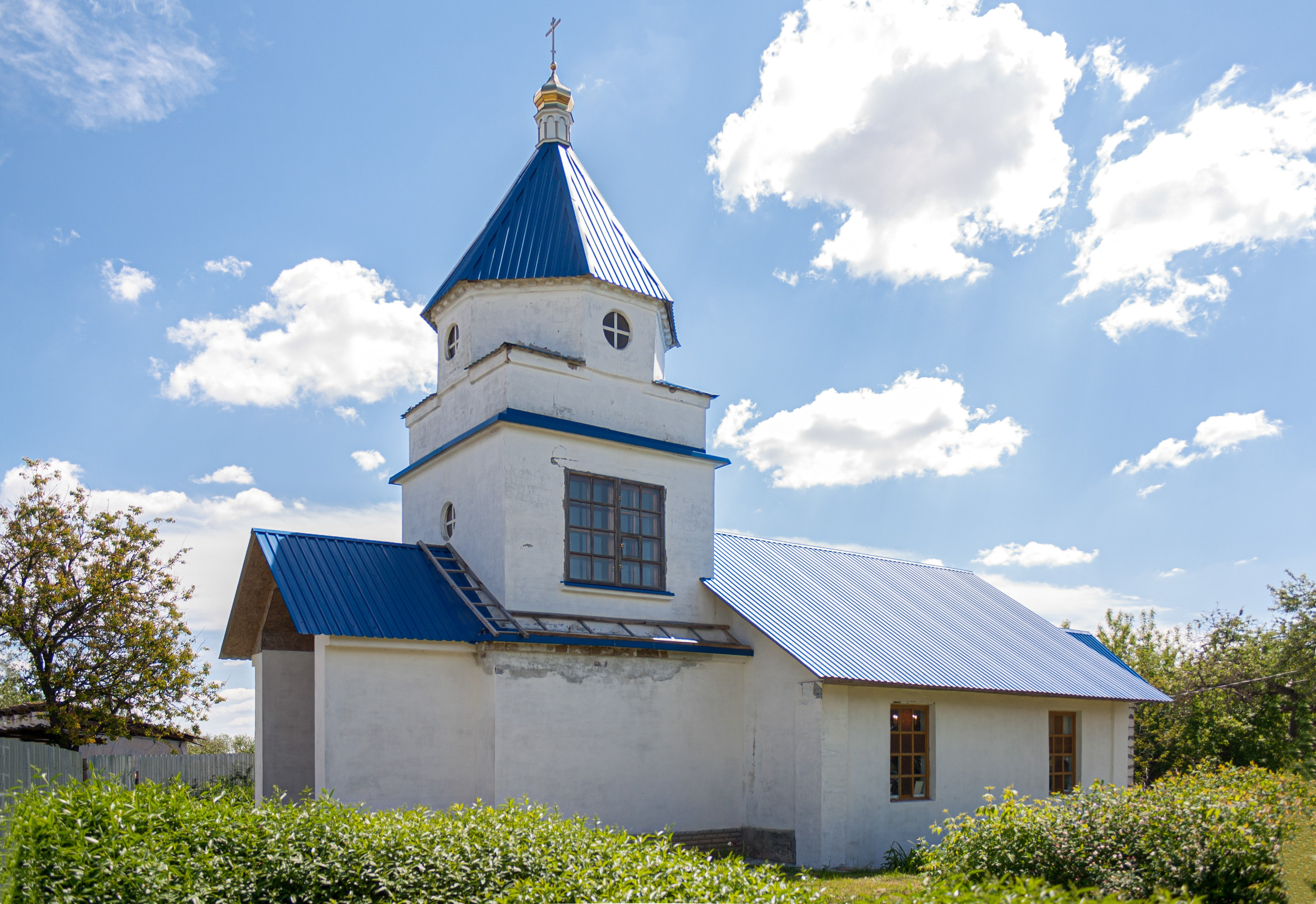
Церква
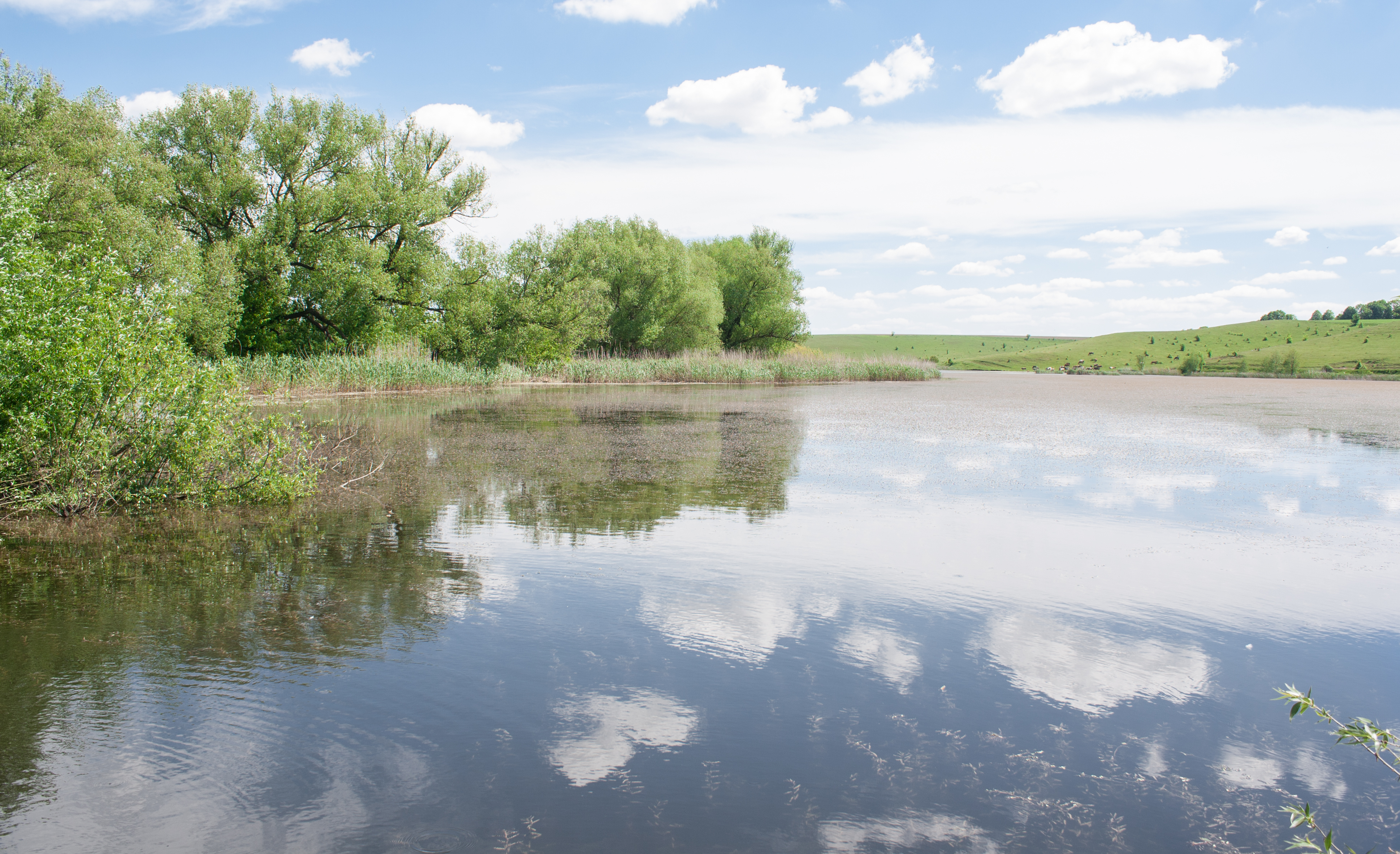
Ставок
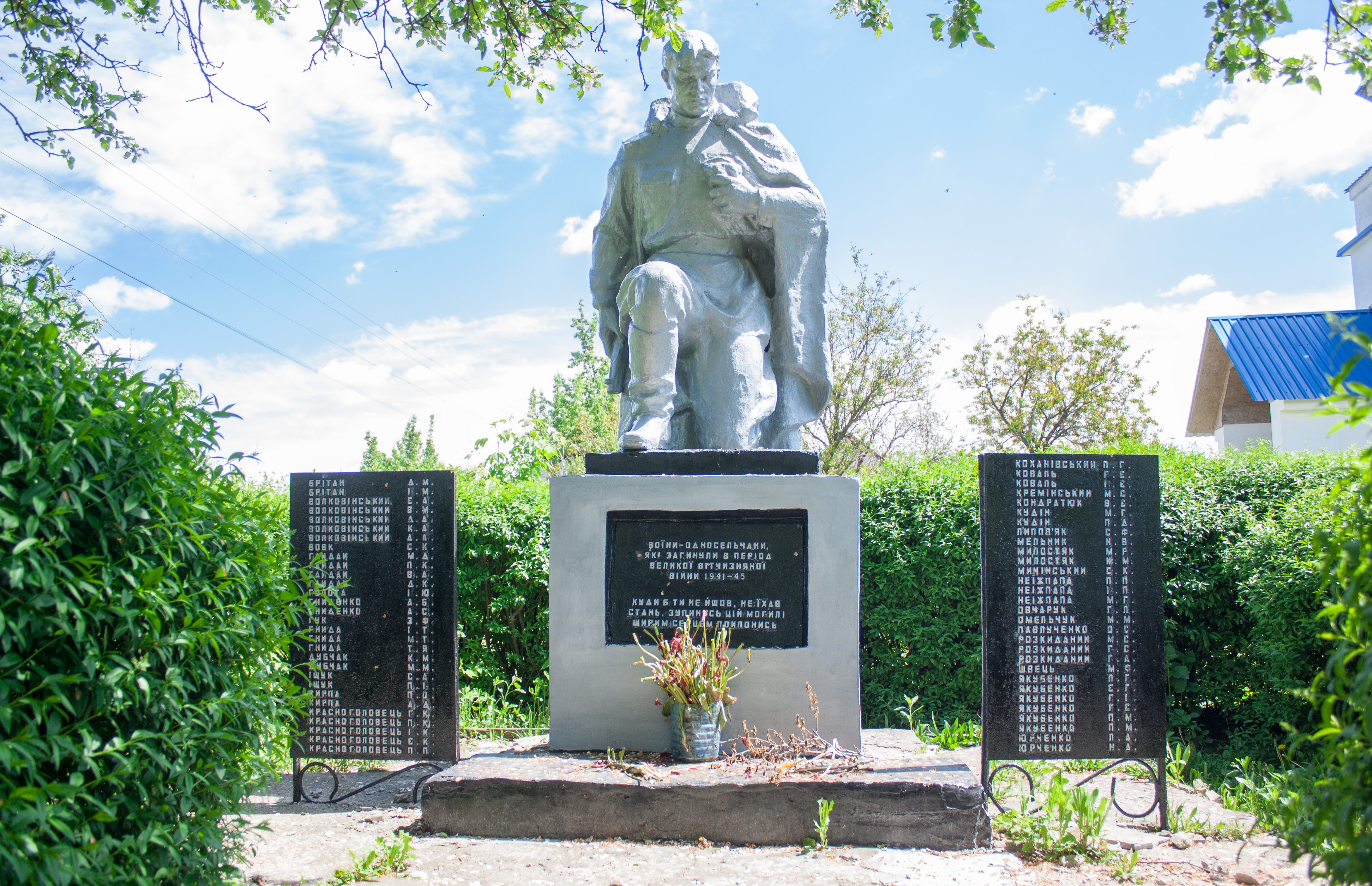
Пам'ятник воїнам-односельцям